# Matrona corephaea
Matrona corephaea is een libellensoort uit de familie van de beekjuffers (Calopterygidae), onderorde juffers (Zygoptera).
De wetenschappelijke naam van de soort is voor het eerst geldig gepubliceerd in 2011 door Hämäläinen, Yu & Zhang.